# Glyptothoa sagara
Glyptothoa sagara — вид рівноногих ракоподібних родини Cymothoidae. Описаний у 2023 році. Поширений на півночі Індійського океану. Виявлений біля південно-західного узбережжя Індії на глибині 300-650 м. Живиться кров'ю риб Glyptophidium з родини ошибневих (Ophidiidae).

## Назва
Видова назва походить від санскритського слова «sagara», що буквально означає «збирання вод» і є позначенням океану. Назва є нагадуванням про важливість океану для сталого розвитку підводного життя та його збереження.